# Сергеј Киров
Сергеј Миронович Киров (рус. Серге́й Миро́нович Ки́ров; Уржум, 27. март 1886 — Лењинград, 1. децембар 1934), правим именом Сергеј Костриков, био је совјетски и руски револуционар и један од најистакнутијих политичара у првим годинама Совјетског Савеза. Убијен је под сумњивим околностима, а његова смрт била је један од повода за покретање чистке у Совјетском Савезу.

## Биографија
Рођен је 1886. године у сиромашној породици у Вјатској губернији, Руска Империја. Још као дете је остао без родитеља. Када му је било 7 година, отац Мирон Иванович је напустио породицу и пропио се, мајка Катарина (рус. Екатерина Кузьминична Казанцева), која се бавила пољопривредом, умрла је годину дана касније од туберкулозе. Као осмогодишњег дечака баба га је оставила у сиротишту.
Филантропско удружење му је 1901. године осигурало стипендију у индустријској школи у Казању. Након што је постао инжењер, преселио се у Томск. Члан Руске социјалдемократске радничке партије постао је 1904. године.
Киров је учествовао у Руској револуцији 1905. године. Због свог револуционарлног рада, више пута је био кажњаван и осуђиван на затворску казну. 1907. осуђен је на 19 месеци затвора, које је према сопственом казивању употребио на самообразовање. Након изласка из затвора 1909. године, да би се склонио од полиције преселио се на Владикавказ, где је променио презиме из „Костриков“ у „Киров“, да га људи лакше упамтили.. До 1918. године радио је у редакцији листа „Терек“. Истовремено био је посвећен револуционарној пропаганди, организовао је радничке штрајкове, митинге, манифестације. На његову иницијативу отворена је недељна школа за фабричке раднике, под називом „Алагир“. Почетком Првог светског рата, нашао се на челу партијске организације Владикавказ.
Током Октобарске револуције 1917, био је командант бољшевичке војне администрације у Астрахану, а борио се и у Руском грађанском рату до 1920. године.

### Каријера
Киров је 1921. постао секретар КП Азербејџана. Пошто се показао као Стаљинов одан човек, Стаљин га је 1926. наградио функцијом секретара Лењинградског одсека Комунистичке партије.
Киров је с временом постао популаран, што се посебно видело на партијском конгресу 1934. године, када је само три делегата гласало против његовог примања у Централни комитет. Стаљин је наводно примио далеко више негативних гласова од Кирова. Стаљин је држао Кирова даље од Москве. Упркос томе, Кировљева популарност је и даље расла првенствено због чињенице да је представљао умерено крило партије, које је допуштало постојање опозиције унутар СКП(б).

### Атентат
Сергеја Кирова убио је 1. децембра 1934. године Леонид Николајев. Николајев је био ситни преступник, који је био избачен из Партије и имао финансијских проблема, а за своје је проблеме кривио Кирова. Први пут је покушао да га убије 15. октобра 1934. године. Ушао је у Смољни институт, тадашње седиште лењинградског партијског одељења. Када је обезбеђење затражило преглед његове торбе, нашли су напуњени пиштољ. Након пар часова, Николајеву је враћен напуњени пиштољ и пустили су га да оде, иако је по закону требало да буде ухапшен.
НКВД је, уз Стаљиново одобрење, наредних дана смањио обезбеђење око института Смољни. Дана 1. децембра 1934, на улазу у Кировљеву канцеларију уопште није било чувара, иако је зграда била седиште лењинградског партијског апарата и центар локалне владе. Према појединим извештајима, у згради је тог дана уз Кирова био само његов телохранитељ, комесар Борисов. Николајев је тог дана поподне ушао у институт и сачекао да Киров изађе на ходник. Након тога му је пуцао с леђа у затиљак и убио га на месту.
Након атентата, Стаљин је позивао на брзо кажњавање одговорних за Кировљеву смрт. Николајев је био ухапшен, суђено му је и 29. децембра је био стрељан. Кировљева смрт била је такође једно од оправдања да су се „непријатељи револуције“ убацили у СССР, због чега је неколико година касније покренута велика чистка.
На иницијативу Никите Хрушчова је 1955. године покренута нова истрага Кировљевог убиства, а на челу комисије био је Пјотр Поспелов. Хрушчов је на темељу истраге изнео закључак да је Николајев свакако био у контакту с неким ко је био задужен за Кировљево обезбеђење. Николајев при првом покушају атентата уопште није био санкционисан, а комесар Борисов је само дан након атентата на Кирова погинуо у саобраћајној несрећи у којој остали у колима нису страдали. Хрушчов је надаље изнео чињеницу да су сви високи функционери НКВД-а највероватније убијени у чистки 1937. године „како би се уклонили и задњи сведоци и организатори Кировљевог убиства“.

## Наслеђе
Киров је након смрти сахрањен у кремаљској некрополи уз све државне почасти. Многи градови, улице, тргови и фабрике широм Совјетског Савеза су после тога носили или још увек носе његово име: Киров (пре Вјатка), Кировск (Мурманска област), Кировоград (данас Кропивницки, Украјина), Кировабад (данас Ганџа, Азербејџан) и Кировакан (данас Ванадзор, Јерменија), станица Кировскаја у Московском метроу (данас Чистије Пруди), фабрика „Киров“ у Санкт Петербургу и други.

## Галерија
- Демонтирани споменик у Кропивницки
- Споменик у Оскемену